# Julius Kögel
Julius Kögel (* 3. Februar 1871 in Berlin; † 7. November 1928) war ein deutscher evangelischer Theologe und Hochschullehrer.

## Leben und Wirken
Julius Kögel, ein Sohn des Berliner Hofpredigers Rudolf Kögel, studierte evangelische Theologie und Philosophie an den Universitäten Lausanne, Berlin, Halle, Greifswald und Leipzig und promovierte Ende 1896 an der Universität Leipzig, nachdem er ein Jahr zuvor das theologische Examen abgelegt hatte. Im Jahre 1899 habilitierte er sich an der Universität Greifswald und lehrte dort bis 1907 als Privatdozent bzw. Titularprofessor. 1907 wurde er zum außerordentlichen Professor ernannt. 1916 wurde Kögel als ordentlicher Professor für Neutestamentliche Theologie an die Christian-Albrechts-Universität zu Kiel berufen und lehrte dort bis zu seinem Tod 1928. Seit 1924 wirkte er außerdem als Konsistorialrat der Evangelisch-Lutherische Landeskirche Schleswig-Holsteins in Kiel.
Kögels Ehefrau Dorothee Kögel war die Tochter des Theologen Martin von Nathusius.

## Veröffentlichungen (Auswahl)
- Petrus Lombardus in seiner Stellung zur Philosophie des Mittelalters. Dissertation Universität Leipzig 1897 (Volltext).
- Die Verborgenheit Jesu als des Messias. Das Problem des Hebräerbriefes. Habilitationsschrift Universität Greifswald 1899.
- Die Gedankeneinheit des ersten Briefes Petri. Ein Beitrag zur neutestamentlichen Theologie (= Beiträge zur Förderung christlicher Theologie, Reihe 1, Bd. 6, 5/6). Bertelsmann, Gütersloh 1902.
- Jesus im neunzehnten Jahrhundert. In: Das Reich Christi. Monatsschrift für Verständnis und Verkündigung des Evangeliums, Bd. 6 (1903), S. 398–416.
- Der Sohn und die Söhne. Eine exegetische Studie zu Hebräer 2,5-18 (= Beiträge zur Förderung christlicher Theologie, Reihe 1. Bd. 8, 5/6). Bertelsmann, Gütersloh 1904.
- Der Begriff Teleioyn im Hebräerbrief im Zusammenhang mit dem neutestamentlichen Sprachgebrauch. Deichert, Leipzig 1905.
- Probleme der Geschichte Jesu und die moderne Kritik. Tempel-Verlag, Groß-Lichterfelde 1906.
- Christus der Herr. Erläuterungen zu Philipper 2,5-11 (= Beiträge zur Förderung christlicher Theologie, Reihe 1, Bd. 12,2). Bertelsmann, Gütersloh 1908.
- Der Zweck der Gleichnisse Jesu im Rahmen seiner Verkündigung (= Beiträge zur Förderung christlicher Theologie, Reihe 1, Bd. 19,6). Bertelsmann, Gütersloh 1915.
- Paulus. In: Bernhard Beß (Hrsg.): Unsere religiösen Erzieher. Bd. 1. 2. Aufl. Quelle & Meyer, Leipzig 1917, S. 93–124.
- (Hrsg., mit Nachträgen und Berichtigungen): Hermann Cremer / Biblisch-theologisches Wörterbuch des neutestamentlichen Griechisch. 11. Aufl. Perthes, Stuttgart 1923.
- Das geistliche Amt im Neuen Testament und in der Gegenwart. Ungelenk, Dresden/Leipzig 1929.